# برينت آدامز
برينت آدامز (بالإنجليزية: Brent Adams)‏ هو لاعب اللاكروس أمريكي، ولد في 2 أكتوبر 1990 في نوروولك في الولايات المتحدة.